# کارل-هاینریش فون اشتولپ‌ناگل
کارل-هاینریش فون اشتولپ‌ناگل (به آلمانی: Carl-Heinrich von Stülpnagel)نظامی بلندپایه و فیلد مارشال آلمانی در دوره رایش سوم بود که یگان‌های مختلفی را در جریان جنگ جهانی دوم فرماندهی کرد. او از عوامل کلیدی کودتای ۲۰ ژوئیه ۱۹۴۴ برای ترور آدولف هیتلر بود و پس از ناکامی آن اعدام شد.

## اوایل زندگی
او در برلین به دنیا آمد و بلافاصله بعد از تحصیلات ابتدایی به در ۱۹۰۴ ارتش پیوست. در جنگ جهانی اول آجودان بود و بعد از خدمت در رایشسور در ۱۹۲۴ به درجه ترفیع گرفت. در ۱۹۲۵ به سرگردی بعد فرمانده دو گردان از هنگ ۵ پیاده‌نظام در نئوروپین شد. در ۱۹۳۳ به سرهنگ ترفیع گرفت. سال ۱۹۳۶ به درجه سرتیپ ترفیع گرفت و فرمانده هنگ ۳۰ پیاده‌نظام در لوبک شد.
در ۱۹۳۷ دوباره ترفیع گرفت و به درجه سرلشکر رسید همچنین به مقام جانشینی فرماندهی ستاد مشترک منصوب شد. در ۱۹۳۸ بعد از ماجرای بلومبرگ-فریچ و بحران سودت در چکسلواکی عقیده اش به هیتلر برگشت و در همین زمان بود که با گروه مقاومت آلمان و توطئه گران نظامی تماس گرفت و آنان را در جریان برنامه برای تهاجم سراسری به چکسلواکی قرار داد.

## جنگ جهانی دوم

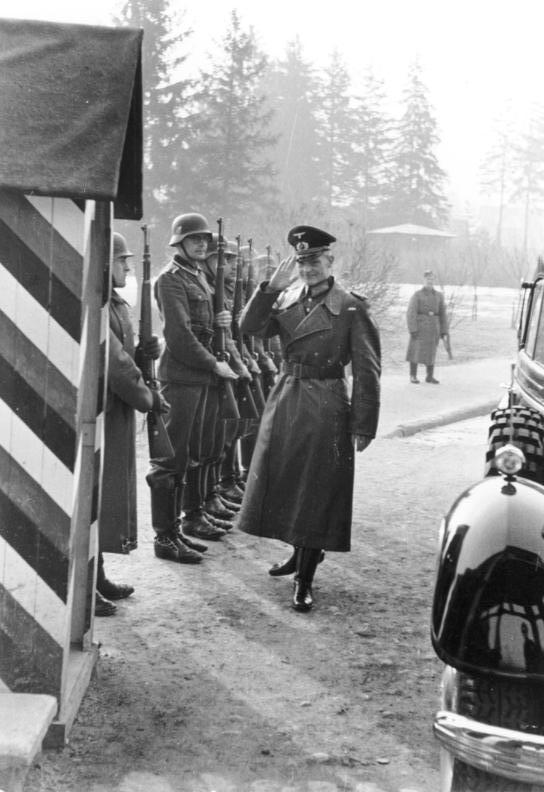
لهستان، ۱۹۴۱

اشتولپ‌ناگل از ۲۰ دسامبر ۱۹۴۰ تا ۴ اکتبر ۱۹۴۱ فرمانده ارتش هفدهم بود و در ۲۰ ژوئن ۱۹۴۱ بعد از آغاز عملیات بارباروسا او به شکل موفقی توانست ارتش هفدهم را در قسمت جنوب جبهه شرقی رهبری کند تحت هدایت و فرماندهی او ارتش هفدهم موفق به پیروزی در نبرد یومن و نبرد نخست کی‌یف شد.
او همچنین قبلاً در طرح اولین کودتای ضد نازی نقش داشت. طرحی که به خاطر بسته شدن توافقنامه مونیخ رها شد. با این حال مدارکی محکم وجود دارد که او فرماندهی خشن بوده، بی نظمی در نیروهایش را تحمل نمی‌کرده و از کمونیست‌ها و یهودی‌ها نفرت داشته. حتی زمانی که طرحی ارتقاء روابط با اوکراینی‌های محلی را اجرا می‌کرده‌است، هم‌زمان یهودی‌های محلی بازداشت می‌شدند.
در فوریه ۱۹۴۲ اشتولپ‌ناگل فرماندهی نظامی آلمان در قسمت اشغال شدهٔ فرانسه را برپا می‌کند. در این مقام او همراه با مشاورش سرهنگ دوم سزار فون هوفکر برنامه چینی و آماده‌سازی بیرون راندن هیتلر از سیاست المان را انجام می‌دادند. فون هوفکر نقش رابط اشتولپ ناگل با کلاوس فون اشتاوفنبرگ را داشت، یعنی کسی که در نهایت بمب را برای ترور هیتلر به قرارگاه لانه گرگ در پروس شرقی برد.
در ۲۰ ژوئیه ۱۹۴۴ اشتولپ ناگل سهم خود در کودتا را عملیاتی کرد. این اقدام به شدت سرهنگ هانس افترید فون لینستو را درگیر ماجرا کرد. او با وجود اینکه تنها همان روز از قضیه کودتا آگاهی پیدا کرده بود، تمام افراد اس اس و گشتاپو در پاریس را جمع و زندانی کرد. با این حال وقتی مشخص شد که ترور هیتلر در پروس شرقی ناموفق بوده اشتولپ‌ناگل نتوانست فیلدمارشال گونتر فون کلوگه را قانع به پشتیبانی از قیام کند و ناچار زندانی‌هایش را آزاد کرد. وقتی اشتولپ‌ناگل از پاریس فرا خوانده شد در وردن توقف کرد و با شلیک به سرش سعی کرد خودکشی کند، اما ناموفق بود و تنها بینایی اش را از دست داد. بعد از دستگیری او زیر شکنجه نام فیلد مارشال اروین رومل را به زبان آورد که این باعث شد اس اس رومل را زیر نظر بگیرد و نقش او هم افشا شود که نهایتاً باعث شد مارشال رومل نیز مجبور به خودکشی با سم شود.
او را مانند بسیاری دیگر از عوامل کودتا، به دادگاه خلق بردند و در ۳۰ اوت ۱۹۴۴ او را محکوم به مرگ کردند و در زندان پولتزنسی به دار آویختند.

## نشان‌ها و افتخارات
- صلیب آهن درجه یک و دو (۱۹۱۴)
- صلیب افتخار
- صلیب آهن درجه یک و دو (۱۹۳۹)
- صلیب نقره‌ای المان (فوریه ۱۹۴۴)
- نشان صلیب شوالیه آهنین (۲۱ اوت ۱۹۴۱)